# Olivier de Germay
Olivier Jacques Marie de Germay de Cirfontaine (Tours, 18 de setembro de 1960) é um prelado da Igreja Católica francês, arcebispo de Lyon e como tal, Primaz dos Gauleses.

## Biografia
Olivier de Germay nasceu em 18 de setembro de 1960 em Tours, na arquidiocese de mesmo nome. Depois dos estudos primários e secundários, ingressou no Liceu Militar de La Flèche e depois na Escola Militar Especial de Saint-Cyr-Coëtquidan, terminando os cursos com o diploma de Engenheiro e a patente de Capitão. Entrou no seminário em 1991, frequentou o curso preparatório e o primeiro ciclo no seminário de Paray-le-Monial; o segundo ciclo no Seminário Universitário Pio XI e no Institut Catholique de Toulouse. Enviado para o Pontifício Seminário Francês de Roma, obteve a licenciatura em Teologia Moral no Instituto João Paulo II da Pontifícia Universidade Lateranense.
Foi ordenado sacerdote em 17 de maio de 1998 pela Arquidiocese Metropolitana de Toulouse.
Exerceu os seguintes cargos ministeriais: Vigário de Castanet Tolosan e Capelão Diocesano dos Guias da França (1999-2001); Pároco do conjunto paroquial do Catenet (2001-2003); Decano da zona de Banlieues-Sud de Toulouse (2003-2006); Pároco do conjunto paroquial de Beauzelle (2006-2012); Vigário episcopal para o subúrbio de Toulouse (2004-2012); Professor de Teologia Sacramental e da Família no Institut Catholique de Toulouse (2008-2012); Assistente do Serviço Diocesano de Pastoral Familiar (2010-2012).
Em 22 de fevereiro de 2012 foi nomeado bispo de Ajaccio pelo Papa Bento XVI e recebeu a consagração episcopal no dia 14 de abril seguinte, pelas mãos de Georges Paul Pontier, arcebispo de Marseille, coadjuvado por Robert Jean Louis Le Gall, O.S.B., arcebispo de Toulouse e Jean Marie Louis Bonfils, S.M.A., bispo emérito de Nice. Na Conferência dos Bispos da França, é membro do Conselho para os Movimentos e Associações de Fiéis.
Em 22 de outubro de 2020, foi promovido a arcebispo metropolitano de Lyon, pelo Papa Francisco. Sua missa de instalação em sua diocese foi celebrada em 20 de dezembro de 2020.. Em 29 de junho de 2021, ele recebeu o pálio das mãos do Papa, com outros onze arcebispos metropolitanos. O núncio apostólico Celestino Migliore o apresentou no dia 26 de setembro de 2021 na Catedral de Lyon, na presença de seus fiéis.